# Нива (Перекопський район)
Ни́ва (також Джамана́к, крим. Camanaq, до 1948 року — Сталіндорф) — село Перекопського району Автономної Республіки Крим.
Розташоване на південному заході району.
Відстань від райцентру до населеного пункта становить 59 кілометрів по прямій.

## Історія
В останній період Кримського ханства села Сирт-Джаманак, Іль-Гері-Тжемадак і Ходжалак входили до Шейхелського кадилика Кезлевського каймаканства, перша документальна згадка зустрічається в Камеральному Описі Криму… 1784 року. Судячи з доступних історичних документів, спочатку вони могли бути частинами (маале) єдиного села Джаманак.
Наприкінці 1920-х — на початку 1930-х років на цій території була заснована єврейська землеробська колонія Сталіндорф.
Під час Другої Світової війни частину єврейського населення села було евакуйовано, з тих, що залишилися під окупацією, більшість розстріляно.
18 травня 1948 року Указом Президії Верховної Ради РРФСР Сталіндорф перейменували на Ниву.